# Абилин (Канзас)
Абили́н (англ. Abilene) — город в США, на востоке центральной части штата Канзас, административный центр округа Дикинсон, на реке Смоки-Хилл. Население — 6,5 тыс. жителей (2000). Площадь города — 10,7 км².

## История
Основан в 1858 году, получил статус города в 1869 году, став первым северным железнодорожным узлом дороги «Юнион Пасифик», к которому подходила Чизхольмская тропа из Техаса (1867 — 1871), и город быстро вырос как скотоводческий центр торговли. Через Абилин также проходила на запад тропа «Смоки-Хилл». Конфликты местных фермеров со скотоводами и ковбоями-перегонщиками из соседнего Техаса послужили основой сюжета для ряда вестернов. В 1871 году начальником городской полиции стал известный ганфайтер Дикий Билл Хикок, очистивший город от преступников.
Город продолжает оставаться крупным транспортным узлом. В Абилине разводят гончих собак; проводятся собачьи бега. Развит туризм.

## Достопримечательности
Среди достопримечательностей — воссозданная старинная часть города — музей под открытым небом; дом, где провёл детство Д. Эйзенхауэр, президентская библиотека, могила президента.
Среди других достопримечательностей — Зал славы грейхаундов (город называют «мировой столицей» этой породы собак), Зал генералов (музей восковых фигур военачальников времён Второй мировой войны), исторический музей и музей телефонии.

## Города-побратимы
- Япония Минори (Япония).

## В кино
- «Город Абилин»[англ.] (Abilene Town) — режиссёр Эдвин Л. Марин (США, 1946).
- «Война в Абилине»[англ.] (Showdown at Abilene) — режиссёр Чарльз Ф. Хаас[англ.] (США, 1956).